# Nikolai Kusmitsch Klykow

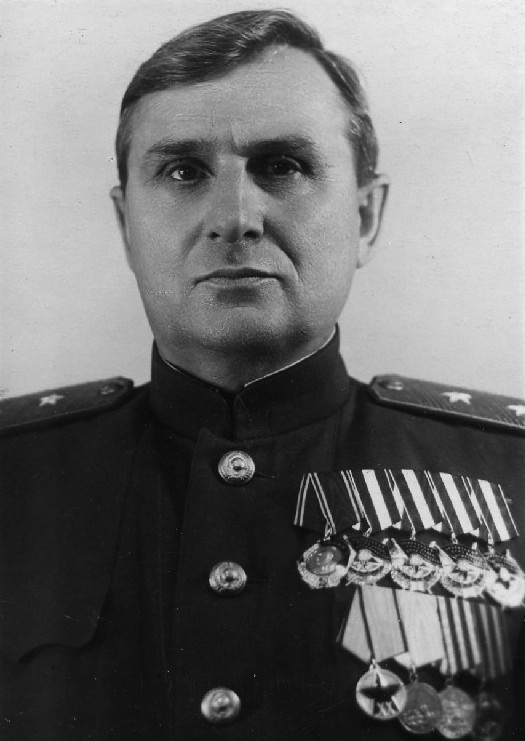
General-Leutnant N.K. Klykow

Nikolai Kusmitsch Klykow (russisch Николай Кузьмич Клыков, wiss. Transliteration Nikolaj Kuz’mič Klykov; * 12. Junijul. / 24. Juni 1888greg. in Borowsk; † 29. April 1968 in Moskau) war ein sowjetischer General.

## Leben
Klykow leistete ab 1914 während des Ersten Weltkrieges Militärdienst in der Zaristischen Armee. Er besuchte 1915 die Offiziersschule und diente danach als Zug- und Kompanieführer, sowie als Gehilfe eines Regimentskommandeurs an der West- und Nordwestfront. Bei Ausbruch der Oktoberrevolution hatte er den Rang eines Stabskapitäns erreicht.
Im Jahr 1918 trat Klykow in die Rote Armee und 1919 in die Kommunistische Partei ein. Während des Russischen Bürgerkriegs diente er in den gleichen Funktionen wie im Weltkrieg, stieg darüber hinaus aber auch zum Regiments- und Brigadekommandeur auf. Am Ende des Bürgerkrieges befehligte er 1921 einige Einheiten, die an der Niederschlagung des Kronstädter Matrosenaufstandes beteiligt waren.
Nach dem Bürgerkrieg diente Klykow weiterhin als Regimentskommandeur, stieg dann aber zum Gehilfen eines Kommandeurs einer Schützendivision auf. Dem schloss sich eine Verwendung als Stadtkommandant von Moskau und als Abteilungsleiter im Stab des Moskauer Militärbezirkes an. In diesen Jahren erhielt er 1926 eine tiefere Ausbildung als Kommandeur und absolvierte 1929 weiterführende Kurse an der Frunse-Militärakademie. Von März 1931 bis März 1937 schloss sich eine Truppenverwendung als Kommandeur einer Schützendivision an, bevor er als Leiter der militärischen Ausbildung an der 1. Moskauer Staatlichen Universität berufen wurde. Ab August 1937 erfüllte er die gleiche Funktion im gesamten Moskauer Militärbezirk. Im gleichen Bereich blieb er bis 1941 tätig.
Bei Ausbruch des Deutsch-Sowjetischen Krieges ernannte man Klykow im Juli 1941 zum Befehlshaber der 32. Armee. Diese befehligte er jedoch nur kurz, bevor er das Kommando über die neu aufgestellte 52. Armee übernahm. Diese befehligte er im November/Dezember 1941 erfolgreich während der Schlacht um Tichwin. In der darauf folgenden Wolchow-Schlacht befehligte er danach die 2. Stoßarmee von Januar bis April 1942. Als er ernsthaft erkrankte, wurde Klykow von General A.A. Wlassow ersetzt. Erst im Dezember 1942 erhielt Klykow ein neues Kommando als stellvertretender Oberbefehlshaber der Wolchow-Front. Auf diesem Posten nahm er im Winter 1943 Einfluss auf die Zweite Ladoga-Schlacht. Im Juni 1943 ernannte man Klykow schließlich zum stellvertretenden Befehlshaber des Moskauer Militärbezirkes und im April 1944 schließlich zum Befehlshaber der Truppen des Nordkaukasischen Militärbezirkes. Im Dezember 1945 zog er sich wegen gesundheitlichen Beschwerden im Alter von 57 Jahren aus dem aktiven Dienst zurück.
Im Russischen Kaiserreich wurde er mit dem Orden der Heiligen Anna sowie mit dem Orden des Heiligen Stanislaus ausgezeichnet. In der Sowjetunion erhielt er den Leninorden, den Rotbannerorden und den Suworow-Orden II. Klasse.